# Маркаров Едуард Артемович
Едуард Артемович Маркаров (рос. Эдуа́рд Артёмович Марка́ров, вірм. Էդուարդ Արտյոմի Մարգարով, нар. 20 червня 1942, Баку) — радянський футболіст, що грав на позиції нападника. По завершенні ігрової кар'єри — радянський та вірменський футбольний тренер. Майстер спорту СРСР (1963), Заслужений майстер спорту СРСР (1973), Заслужений тренер Вірменської РСР (1983), Заслужений діяч фізичної культури та спорту Республіки Вірменія.

## Клубна кар'єра
Едуард Маркаров народився в родині футболіста Артема Агаларовича Маркарова, майстра спорту СРСР, який і став його першим тренером. За прикладом батька, Едуард захопився футболом і з хлопцями часто ганяв м'яч у дворі. У 14 років став тренуватися в бакинському «Локомотиві».
У 1961 році Маркарова помітив Борис Аркадьєв і запросив грати за бакинський «Нафтовик». Його партнерами по клубу були Юрій Кузнєцов, Алекпер Мамедов, Адамас Голодець і звичайно Анатолій Банішевський, з яким вони складали пару нападників бакинського клубу. Незважаючи на зіграність цієї пари, в збірну команду їх запрошували рідко, а коли запрошували, то майже не давали грати разом.
Наприкінці 1960-х років Маркарова почали переслідувати травми, і вирішивши змінити обстановку, він у 1971 році перейшов в єреванський «Арарат». З цим клубом у Маркарова пов'язаний найвдаліший період кар'єри. Спочатку як гравець він став дворазовим володарем Кубка СРСР, золотих і срібних медалей чемпіонату, а потім в 1976 році, вже як тренер срібним призером чемпіонату і фіналістом Кубка. У 1975 році поряд з Гердом Мюллером став найкращим бомбардиром Кубка європейських чемпіонів. Завершив професійну кар'єру футболіста виступами за команду «Арарат» (Єреван) у 1975 році.

## Виступи за збірну
1966 року дебютував в офіційних матчах у складі національної збірної СРСР. 
У складі збірної був учасником чемпіонату світу 1966 року в Англії, де зіграв у матчі проти Чилі.
Протягом кар'єри у національній команді, яка тривала усього 3 роки, провів у формі головної команди країни лише 3 матчі.

## Кар'єра тренера
На тренерську роботу потрапив Маркаров несподівано. З команди «Арарат», за яку грав Едуард, пішов старший тренер Віктор Маслов, і йому, як гравцю, що мав найбільший авторитет в команді, у 33 роки було запропоновано спробувати себе в новій якості. З ним весняний чемпіонат 1976 року «Арарат» закінчив на другому місці, завоювавши срібні медалі. У кубку під керівництвом Маркарова «Арарат» дійшов до фіналу. Після вдалого дебюту Маркаров все-таки пішов з команди і став тренувати дітей у республіканській школі Вірменської РСР.
У 1979 році поїхав у Алжир, викладати в Інституті науки і спорту.
Після повернення знову працював в «Арараті», помічником Микити Симоняна. До розпаду СРСР працював асистентом тренера юнацької збірної СРСР. Потім знову працював з місцевими командами.
В період з 1995 по 1999 рік пропрацював у Лівані з командою «Оменмен», яка стала срібним призером чемпіонату Лівану і фіналістом національного кубка.
У 2001-2002 роках був віце-президентом аштаракської «Міки», в якій також і працював у статусі головного тренера. 
У сезоні 2008 року Маркаров був головним тренером єреванської «Кілікії». З приходом Маркарова команда покращила свої результати, проте з останнього місця так і не вибралася. В кінці року Маркаров за власним бажанням залишив посаду і перейшов на посаду тренера-селекціонера клубу. 
З 2010 року працював віце-президентом з тренерським питань і директором школи клубу «Міка». Згодом в зв'язку із звільненням головного тренера «Міки» від займаної посади, дана вакансія була запропонована Маркарову і з червня по липень 2011 року він був виконуючим обов'язки головного тренера клубу.

## Статистика виступів
| Клуб              | Сезон             | Чемпіонат | Чемпіонат | Кубок | Кубок | Єврокубки | Єврокубки | Всього | Всього |
| Клуб              | Сезон             | Матчі     | Голи      | Матчі | Голи  | Матчі     | Голи      | Матчі  | Голи   |
| ----------------- | ----------------- | --------- | --------- | ----- | ----- | --------- | --------- | ------ | ------ |
| «Нефтчі» (Баку)   | 1961              | 11        | 1         | 1     | 0     | 0         | 0         | 11     | 1      |
| «Нефтчі» (Баку)   | 1962              | 30        | 16        | 1     | 0     | 0         | 0         | 31     | 16     |
| «Нефтчі» (Баку)   | 1963              | 37        | 12        | 1     | 0     | 0         | 0         | 38     | 12     |
| «Нефтчі» (Баку)   | 1964              | 27        | 8         | 1     | 0     | 0         | 0         | 28     | 8      |
| «Нефтчі» (Баку)   | 1965              | 31        | 10        | 0     | 0     | 0         | 0         | 31     | 10     |
| «Нефтчі» (Баку)   | 1966              | 26        | 12        | 0     | 0     | 0         | 0         | 26     | 12     |
| «Нефтчі» (Баку)   | 1967              | 31        | 14        | 5     | 3     | 0         | 0         | 36     | 17     |
| «Нефтчі» (Баку)   | 1968              | 25        | 7         | 4     | 3     | 0         | 0         | 29     | 10     |
| «Нефтчі» (Баку)   | 1969              | 14        | 5         | 0     | 0     | 0         | 0         | 14     | 5      |
| «Нефтчі» (Баку)   | 1970              | 19        | 3         | 5     | 2     | 0         | 0         | 24     | 5      |
| Всього            | Всього            | 251       | 88        | ?     | 8     | 0         | 0         | ?      | 96     |
| «Арарат» (Єреван) | 1971              | 25        | 14        | 4     | 1     | 0         | 0         | 29     | 15     |
| «Арарат» (Єреван) | 1972              | 22        | 2         | 2     | 0     | 4         | 2         | 28     | 4      |
| «Арарат» (Єреван) | 1973              | 24        | 10        | 8     | 5     | 0         | 0         | 32     | 15     |
| «Арарат» (Єреван) | 1974              | 21        | 5         | 5     | 2     | 3         | 5         | 29     | 12     |
| «Арарат» (Єреван) | 1975              | 27        | 10        | 5     | 2     | 6         | 5         | 38     | 17     |
| Всього            | Всього            | 119       | 41        | 24    | 10    | 13        | 12        | 156    | 63     |
| Всього за кар'єру | Всього за кар'єру | 370       | 129       | ?     | ?     | 13        | 12        | ?      | ?      |

## Титули і досягнення

### Гравця
- командні:
- «Нефтчі» (Баку)
  - Бронзовий призер чемпіонату СРСР: 1966
- особисті:
  - Кращий бомбардир сезону: 1962 (Приз редакції газети «Труд»)
- «Арарат» (Єреван)
- командні:
  - Чемпіон СРСР: 1973
  - Срібний призер чемпіонату СРСР: 1971
  - Володар Кубку СРСР: 1973, 1975
- особисті:
- * У списках 33 кращих футболістів сезону в СРСР: № 2 — 1973; № 3 — 1971, 1975
  - Найкращий бомбардир Кубка європейських чемпіонів: 1974/75[1]
- 4-е місце на чемпіонаті світу 1966 року
- Член клубу Григорія Федотова: 159 голів
- Згідно з опитуванням, проведеним в 1992 році, Е. Маркаров названий кращим футболістом Вірменії усіх часів, він також увійшов в десятку кращих гравців Азербайджану за 70 років (1981).[6][7]

### Тренера
- «Арарат» (Єреван)
  - Срібний призер чемпіонату СРСР: 1976 (весна)
  - Фіналіст Кубка СРСР: 1976
- Юніорська збірна СРСР
  - Чемпіон Європи (U-18): 1990
  - Бронзовий призер Чемпіонату світу: 1991
- «Оменмен»
  - Срібний призер чемпіонату Лівану: 1996/97
  - Володар Кубка Лівану: 1998/99
- «Міка»
  - Володар Кубка Вірменії: 2000, 2001

## Почесний громадянин
- Почесний громадянин м. Фресно (США)[6]
- Почесний громадянин м. Єрусалим (Ізраїль)[6]

## Нагороди
- Медаль «За заслуги перед Вітчизною» 1-го ступеня (2011)[8]